# 巴布亞紐幾內亞基那
巴布亞紐幾內亞基那 （貨幣編號：PGK）是巴布亞紐幾內亞的流通貨幣。輔幣單位托伊，1基那=100托伊。基那于1975年4月19日開始發行。

## 流通中的貨幣

### 硬幣
- 1 托伊
- 2 托伊
- 5 托伊
- 10 托伊
- 20 托伊
- 50 托伊
- 1 基那
- 2 基那

### 紙幣
- 2 基那
  - 正面：在莫士比港的議會大廈
  - 背面：文物
- 5 基那
  - 正面：在莫士比港的議會大廈
  - 背面：面具
- 10 基那
  - 正面：在莫士比港的議會大廈
  - 背面：碗、戒指、文物
- 20 基那
  - 正面：在莫士比港的議會大廈
  - 背面：野豬、海螺
- 50 基那
  - 正面：在莫士比港的議會大廈
  - 背面：邁克爾·索馬雷
- 100 基那
  - 正面：在莫士比港的議會大廈
  - 背面：油輪、飛機、卡車、無線電發射塔

## 相关连接
- 巴布亚新几内亚银行（巴布亚新几内亚央行）
- 西太平洋银行（Westpac，巴布亚新几内亚第一家银行）
- 南太平洋银行（Bank South Pacific，BSP）
- 基那银行

## 外部連結
- 唐的世界硬币画廊：Papua New Guinea
- 罗恩·怀斯的世界纸币：Papua New Guinea 镜像网站
- 现代金融系统表格－库尔特·舒勒制作：Papua New Guinea 镜像网站
- 环球货币历史：Papua New Guinea
- 《环球金融资料》货币历史表格（ 微软试算表格式）